# Ородел (комуна)
Ородел (рум. Orodel) — комуна у повіті Долж в Румунії. До складу комуни входять такі села (дані про населення за 2002 рік):
- Бекет (141 особа)
- Келугерей (769 осіб)
- Корну (712 осіб)
- Ородел (1387 осіб)
- Тею (287 осіб)

Комуна розташована на відстані 227 км на захід від Бухареста, 46 км на захід від Крайови.

## Населення
За даними перепису населення 2002 року у комуні проживали 3296 осіб. Усі жителі комуни рідною мовою назвали румунську.
Національний склад населення комуни:
| Національність | Кількість осіб | Відсоток |
| -------------- | -------------- | -------- |
| румуни         | 3292           | 99,9%    |
| болгари        | 3              | 0,1%     |
| угорці         | 1              | < 0,1%   |

Склад населення комуни за віросповіданням:
| Релігія       | Кількість осіб | Відсоток |
| ------------- | -------------- | -------- |
| православні   | 3295           | > 99,9%  |
| римо-католики | 1              | < 0,1%   |